# Prenčov
Prenčov este o comună slovacă, aflată în districtul Banská Štiavnica din regiunea Banská Bystrica. Localitatea se află la altitudinea de 298 m deasupra n.m., se întinde pe o suprafață de 10,16 km2 și în 2017 număra 659 de locuitori.

## Istoric
Localitatea Prenčov este atestată documentar din 1266.

## Demografie
| An:                | 1994 | 2004 | 2014   | 2024   |
| ------------------ | ---- | ---- | ------ | ------ |
| Număr de persoane: | 625  | 625  | 664    | 614    |
| Diferență:         |      | +0%  | +6,24% | −7,53% |

| An:                | 2023 | 2024   |
| ------------------ | ---- | ------ |
| Număr de persoane: | 625  | 614    |
| Diferență:         |      | −1,76% |